# دامیان شیشکوفسکی
دامیان شیشکوفسکی (انگلیسی: Damjan Shishkovski؛ زادهٔ ۱۸ مارس ۱۹۹۵) بازیکن فوتبال اهل مقدونیه شمالی است.
از باشگاه‌هایی که در آن بازی کرده‌است می‌توان به باشگاه فوتبال خنت و باشگاه فوتبال رابوتنیچکی اشاره کرد.
وی همچنین در تیم‌های ملی فوتبال زیر ۲۱ سال مقدونیه شمالی و مقدونیه شمالی بازی کرده‌است.